# Norsko na Zimních olympijských hrách 2018
Norská reprezentace na Zimních olympijských hrách 2018 vyslala do korejského Pchjongčchangu 109 sportovců (27 žen 82 mužů), kteří závodili v 11 sportech.

## Medailisté
| Medaile | Jméno | Sport                | Disciplína                     | Datum     |
| ------- | --- | -------------------- | ------------------------------ | --------- |
| Zlato   | Simen Hegstad Krüger | Běh na lyžích        | Skiatlon mužů                  | 11. února |
| Zlato   | Maren Lundbyová | Skoky na lyžích      | Střední můstek žen             | 12. února |
| Zlato   | Johannes Høsflot Klæbo | Běh na lyžích        | Sprint mužů                    | 13. února |
| Zlato   | Ragnhild Hagaová | Běh na lyžích        | 10 km volně ženy               | 15. února |
| Zlato   | Johannes Thingnes Bø | Biatlon              | Vytrvalostní závod mužů        | 15. února |
| Zlato   | Aksel Lund Svindal | Alpské lyžování      | Sjezd mužů                     | 15. února |
| Zlato   | Ingvild Flugstad Østbergová Astrid Uhrenholdtová Jacobsenová Ragnhild Hagaová Marit Bjørgenová                                    | Běh na lyžích        | Štafeta 4x5 km žen             | 17. února |
| Zlato   | Øystein Bråten | Akrobatické lyžování | Slopestyle muži                | 18. února |
| Zlato   | Didrik Tønseth Martin Johnsrud Sundby Simen Hegstad Krüger Johannes Høsflot Klæbo                                                 | Běh na lyžích        | Štafeta 4×10 km muži           | 18. února |
| Zlato   | Johann André Forfang Robert Johansson Andreas Stjernen Daniel-André Tande                                                         | Skoky na lyžích      | Týmový závod mužů              | 19. února |
| Zlato   | Håvard Lorentzen | Rychlobruslení       | 500 metrů mužů                 | 19. února |
| Zlato   | Martin Johnsrud Sundby Johannes Høsflot Klæbo                                                                                     | Běh na lyžích        | Sprint dvojic mužů             | 21. února |
| Zlato   | Håvard Bøkko Sindre Henriksen Simen Spieler Nilsen Sverre Lunde Pedersen                                                          | Rychlobruslení       | Stíhací závod družstev mužů    | 21. února |
| Zlato   | Marit Bjørgenová | Běh na lyžích        | 30 km žen                      | 25. února |
| Stříbro | Marit Bjørgenová | Běh na lyžích        | Skiatlon žen                   | 10. února |
| Stříbro | Marte Olsbuová | Biatlon              | Sprint žen                     | 10. února |
| Stříbro | Johann André Forfang | Skoky na lyžích      | Střední můstek mužů            | 10. února |
| Stříbro | Martin Johnsrud Sundby | Běh na lyžích        | Skiatlon mužů                  | 11. února |
| Stříbro | Maiken Caspersenová Fallaová | Běh na lyžích        | Sprint žen                     | 13. února |
| Stříbro | Kjetil Jansrud | Alpské lyžování      | Sjezd mužů                     | 15. února |
| Stříbro | Ragnhild Mowinckelová | Alpské lyžování      | Obří slalom žen                | 15. února |
| Stříbro | Simen Hegstad Krüger | Běh na lyžích        | 15 km volně mužů               | 16. února |
| Stříbro | Henrik Kristoffersen | Alpské lyžování      | Obří slalom mužů               | 16. února |
| Stříbro | Marte Olsbuová Tiril Eckhoffová Johannes Thingnes Bø Emil Hegle Svendsen                                                          | Biatlon              | Smíšená štafeta                | 20. února |
| Stříbro | Ragnhild Mowinckelová | Alpské lyžování      | Sjezd žen                      | 21. února |
| Stříbro | Jørgen Graabak Espen Andersen Jarl Magnus Riiber Jan Schmid                                                                       | Severská kombinace   | Družstva mužů                  | 22. února |
| Stříbro | Håvard Lorentzen | Rychlobruslení       | 1000 metrů mužů                | 23. února |
| Stříbro | Lars Helge Birkelandová Tarjei Bø Johannes Thingnes Bø Emil Hegle Svendsen                                                        | Biatlon              | Štafeta mužů                   | 23. února |
| Bronz   | Robert Johansson | Skoky na lyžích      | Střední můstek mužů            | 10. února |
| Bronz   | Sverre Lunde Pedersen | Rychlobruslení       | 5000 metrů muži                | 11. února |
| Bronz   | Hans Christer Holund | Běh na lyžích        | Muži skiathlon                 | 11. února |
| Bronz   | Marit Bjørgenová | Běh na lyžích        | 10 km volně žen                | 15. února |
| Bronz   | Kjetil Jansrud | Alpské lyžování      | Super G mužů                   | 16. února |
| Bronz   | Tiril Eckhoffová | Biatlon              | Závod s hromadným startem žen  | 17. února |
| Bronz   | Robert Johansson | Skoky na lyžích      | Velký můstek mužů              | 17. února |
| Bronz   | Emil Hegle Svendsen | Biatlon              | Závod s hromadným startem mužů | 18. února |
| Bronz   | Marit Bjørgenová Maiken Caspersenová Fallaová                                                                                     | Běh na lyžích        | Sprint dvojic žen              | 21. února |
| Bronz   | Kristin Skaslienová Magnus Nedregotten                                                                                            | Curling              | Smíšené dvojice                | 22. února |
| Stříbro | Sebastian Foss-Solevåg Nina Haver-Løsethová Kristin Lysdahlrová Leif Kristian Nestvold-Haugen Jonathan Nordbotten Maren Skjøldová | Alpské lyžování      | Smíšená družstva               | 24. února |